# Ray Collins’ Hot-Club
Ray Collins’ Hot-Club ist eine deutsche Band um den Sänger und Komponisten Ray Collins, eigentlich Andreas Kollenbroich (* 28. August 1971 in Düren).
Klanglich und im Erscheinungsbild bedient sich die Band unterschiedlichen Richtungen der 1940er bis 1960er Jahre. Die fast ausschließlich eigenen Kompositionen reichen von Swing und Blues bis hin zu Rock ’n’ Roll. Seit der Gründung im Jahr 2000 ist die Band auf zahlreichen Alben sowie in Kinofilmen und Fernsehspots erschienen. Mit Konzerten von Moskau bis Las Vegas ist sie fester Bestandteil der internationalen Rockabilly und Lindy Hop Szene. Die bekanntesten Songs der Band sind Barefoot, geschrieben als Titelsong für den Kinofilm Barfuss und High Life, der die Band in einem Gastauftritt im Film Honig im Kopf spielt.
Band-Mitglieder:
Andreas Kollenbroich (Gesang)
Doc Puky (Tenor Saxophon)
Tom Schlomi Pospiech (Bariton Saxophon)
Martin Störkmann (Tenor Saxophon)
Tilmann Schneider (Gitarre)
Edgar Renner (Klavier)
Thomas Gier (Schlagzeug)
Jimmy Maxwell (Kontrabass)

## Alben
- Shaking That Boogie (2001)
- Honk My Horn (2003)
- Tohuwabohu (2005)
- Lord Oh Lord (2007)
- Goes Intercontinental (2010)
- High Life (2012)
- Life Story (2012)
- Cutting Out (2014)
- 1 To 5 Jive (2017)
- When Night Comes to Berlin (2019)

## Kooperationen
- Life Story, Album mit Big Jay McNeely
- Album mit Mike Sanchez

## Auftritte in Kinofilmen
- Lulu & Jimi (2009)
- Barfuss (2014)
- Honig im Kopf (2014)
- Head Full of Honey (2018)

## Soundtracks zu Spielfilmen
- Lulu & Jimi (2009)
- Wilde Zeiten / Alte Freunde neu gemischt (2011) orig. Titel Good Old Fashioned Orgie
- Barfuss (2014)
- Honig im Kopf (2014)
- bestefreunde (2014)
- Sister Cities (2016)
- Head Full of Honey (2018)
- Wenn Fliegen träumen (2018)